# 姆蘭傑縣
16°00′S 35°35′E / 16.000°S 35.583°E
姆蘭傑縣（Mulanje District）是馬拉維南部的一個縣，屬於南部區的一部分，該縣北臨松巴縣，東接帕隆贝县，南毗莫桑比克，西南面是乔洛县，西鄰奇拉祖盧縣，面積2,056平方公里，人口428,322。